# 维莱拉谢夫尔
维莱拉谢夫尔（法語：Villers-la-Chèvre，法語發音：[vilɛʁ la ʃɛvʁ]）是法国默尔特-摩泽尔省的一个市镇，位于该省北部，属于布里埃区。

## 地理
维莱拉谢夫尔（49°30'16"N, 5°41'37"E）面积4.02 平方千米，位于法国大東部大區默尔特-摩泽尔省，该省份为法国东北部内陆省份，是洛林的一部分，北邻比利时、卢森堡，北起顺时针与摩泽尔省、下莱茵省、孚日省和默兹省接壤。
与维莱拉谢夫尔接壤的市镇（或旧市镇、城区）包括：孔拉格朗维尔、科讷和罗曼、弗雷努瓦拉蒙塔涅、莱克西、希耶尔河畔蒙蒂尼。
维莱拉谢夫尔的时区为UTC+01:00、UTC+02:00（夏令时）。

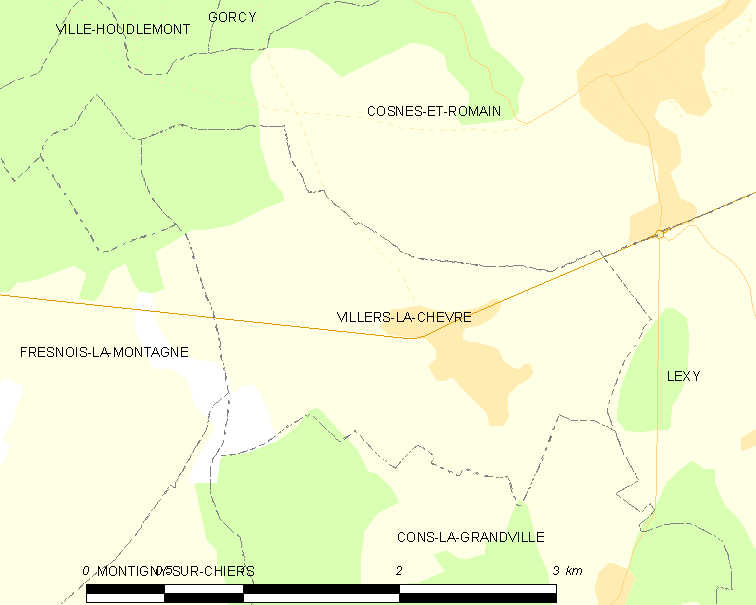
维莱拉谢夫尔的OSM定位图

## 行政
维莱拉谢夫尔的邮政编码为54870，INSEE市镇编码为54574。

## 政治
维莱拉谢夫尔所属的省级选区为蒙圣马丹县。

## 人口

1962-2008年间维莱拉谢夫尔人口变化图示

维莱拉谢夫尔于2022年1月1日时的人口数量为568人。